# The Real Thing
The Real Thing (рус. Реальная вещь) — третий студийный альбом американской рок-группы Faith No More, выпущенный 20 июня 1989 года на лейбле Slash Records. Это первый полноформатный альбом, в котором не участвует бывший вокалист группы Чак Мосли; вместо него, роль вокалиста занял Майк Паттон — фронтмен экспериментальной рок-группы Mr. Bungle. На данном альбоме, группа дальше продолжила расширять свой музыкальный диапазон, сочетая такие музыкальные жанры, как: трэш-метал, фанк, хип-хоп, прогрессивный метал, синти-поп, карнавальная музыка и хард-рок наряду с текстами на тему чёрного юмора.
The Real Thing — один из самых успешных альбомов Faith No More, и множеством поклонников группы и музыкальных критиков, считается классическим метал-альбомом. Ввиду того, что альбом был издан в середине 1989 года, The Real Thing не попал в американский чарт Billboard 200 вплоть до февраля 1990 года. После выхода второго по счёту сингла «Epic», альбом занял 11 позицию в октябре 1990 года — почти через полтора года после первого выпуска альбома. В конечном счёте, альбом получил платиновый сертификат в США и Канаде, а в Великобритании серебряный сертификат.
2 марта 2015 года лейбл Rhino Records/Warner Bros. Records выпустила делюкс издание, включавшая неизданные ранее песни.

## Об альбоме
Первый альбом с новым вокалистом Майком Паттоном.
Самый продаваемый альбом группы Faith No More, проданный по миру тиражом свыше четырёх миллионов копий.
Альбому был присвоен платиновый статус от RIAA за тираж более 1 000 000 экземпляров в сентябре 1990 года.

## Список композиций
Все тексты написаны Майком Паттоном, кроме «The Real Thing», написанной Паттоном/Гулдом, «Surprise! You’re Dead!», написанной Паттоном/Мартином, и «War Pigs».
| №   | Название                         | Музыка                        | Длительность |
| --- | -------------------------------- | ----------------------------- | ------------ |
| 1.  | «From Out of Nowhere»            | Gould, Bottum                 | 3:21         |
| 2.  | «Epic»                           | Gould, Bottum, Martin, Bordin | 4:51         |
| 3.  | «Falling to Pieces»              | Gould, Bottum, Martin         | 5:17         |
| 4.  | «Surprise! You’re Dead!»         | Martin                        | 2:25         |
| 5.  | «Zombie Eaters»                  | Gould, Bottum, Martin, Bordin | 6:00         |
| 6.  | «The Real Thing»                 | Gould, Bottum                 | 8:12         |
| 7.  | «Underwater Love»                | Gould, Bottum                 | 3:36         |
| 8.  | «The Morning After»              | Gould, Bottum, Martin         | 3:40         |
| 9.  | «Woodpecker from Mars»           | Martin, Bordin                | 5:41         |
| 10. | «War Pigs» (кавер Black Sabbath) | Butler, Iommi, Osbourne, Ward | 7:42         |
| 11. | «Edge of the World»              | Gould, Bottum, Bordin         | 4:10         |

## Участники записи
- Майк Бордин — ударные
- Родди Боттум — клавишные
- Билл Гулд — бас-гитара
- Джим Мартин — гитара
- Майк Паттон — вокал

Персонал
- Мэтт Уоллес — продюсер, инженер
- Джим «Уоттс» Вэрик — ассистент инженера
- Крэйг Даубэт — ассистент инженера
- Джон Голден — мастеринг
- Лендон Флэнагон — фотография
- Джефф Прайс — художник
- Тэрри Робертсон — дизайн

## Синглы
Первым синглом стала песня «From Out of Nowhere» (30 августа, 1989). В чарте Великобритании сингл дошёл до 23 места, в Австралийском — до 83.
Позднее вышел прорывный сингл «Epic» (1990, 30 января), который попал в верхние строчки чартов множества стран и получил очень тяжёлую ротацию на MTV, что впервые принесло группе мировую известность. Сингл был номинирован на Грэмми.
Следующим и последним синглом с альбома стала песня «Falling to Pieces» (2 июля, 1990). Сингл был успешным, хотя и не повторил успеха «Epic», получив более низкие строчки в чартах.

## Награды
| Год  | Журнал                      | Страна         | Награда                                  | Ранг |        |
| ---- | --------------------------- | -------------- | ---------------------------------------- | ---- | ------ |
| 1989 | Kerrang!                    | Великобритания | «Albums of the Year»                     | 1    | [ 20 ] |
| 1989 | Sounds                      | Великобритания | «Albums of the Year»                     | 20   | [ 21 ] |
| 1989 | Village Voice               | США            | «Albums of the Year»                     | 27   | [ 22 ] |
| 1998 | Kerrang!                    | Великобритания | «Albums You Must Hear Before You Die»    | 50   | [ 23 ] |
| 2001 | Classic Rock                | Великобритания | «100 Greatest Rock Albums Ever»          | 64   | [ 24 ] |
| 2005 | Rolling Stone               | Германия       | «The 500 Greatest Albums of All Time»    | 105  | [ 25 ] |
| 2005 | Robert Dimery               | США            | 1001 Albums You Must Hear Before You Die | *    | [ 26 ] |
| 2006 | Classic Rock & Metal Hammer | Великобритания | «The 200 Greatest Albums of the 80s»     | *    | [ 27 ] |

Альбом был номинирован на «Грэмми» (лучшее метал-исполнение) в 1989 году.
Сингл «Epic» с альбома тоже был номинирован как лучшее хард-рок исполнение.

## Чарты
| Чарт                          | Место |
| ----------------------------- | ----- |
| Australian Album Charts       | 2     |
| United States Billboard 200   | 11    |
| UK Albums Chart               | 30    |
| Swedish Album Charts          | 38    |
| New Zealand RIANZ Album Chart | 48    |

| Чарт                        | Место |
| --------------------------- | ----- |
| United States Billboard 200 | 41    |